# Maurizio I di Oldenburg
Maurizio I (1150 – 1209) fu conte di Oldenburg dal 1167 al 1209. Era figlio del conte Cristiano I di Oldenburg e di sua moglie Cunegonda.

## Biografia
Maurizio non aveva ancora raggiunto la maggiore età quando il padre morì ed Enrico il Leone conquistò Oldenburg, bandendolo nel 1167. Servì per anni l'arcivescovo di Colonia Filippo I di Heinsberg, che nel 1178 attuò un tentativo fallito di restaurazione dei poteri. Enrico lo costrinse a dare poi Rietberg al casato di Cuyk. Nel 1180 e nel 1181 Maurizio partecipò alla guerra imperiale contro Enrico il Leone ricevendo dall'imperatore Federico Barbarossa i suoi diritti di sovranità e le sue terre, ma per quanto in realtà Oldenburg fosse influenzata dai Welfen non è chiaro, si pensa circa dal 1227 o anche dal 1228, alla morte dell'imperatore Ottone IV di Brunswick.
Fece assai probabilmente uccidere, nel 1192, il fratello Cristiano, al ritorno dalla Terza Crociata nei pressi di Bergedorf, in modo da non dover spartire l'eredità. I cavalieri (Ritter) di Hatten, Döhlen e Sannum, che erano stati indicati come assassini, si dice furono poi giustiziati. Sempre a Bergedorf fondò insieme alla madre Cunegonda un monastero.
Nel 1198 sostenne i Welfen alla lotta per l'ottenimento del trono del Sacro Romano Impero, e per un breve periodo il ducato di Holstein contro la Danimarca.

## Famiglia e figli
Nel 1178 sposò Salomè di Hochstaden-Wickrath, dalla quale ebbe sei figli:
- Cristiano II di Oldenburg (1178 – 1233), suo successore come conte di Oldenburg
- Ottone I di Oldenburg (1180 – 1251), successore del fratello Cristiano II
- Edvige di Oldenburg (1182 – 1228)
- Oda di Oldenburg (1184 – 1211)
- Cunegonda di Oldenburg (1187 – ...)
- Salomè di Oldenburg (1190 – 1267)[2]

## Ascendenza
|                          |                       |                          | Genitori           |  |  | Nonni                  |  |  | Bisnonni              |  |
|                          |                       |                          |                    |  |  | Elimar II di Oldenburg |  |  | Elimar I di Oldenburg |  |
|                          |                       |                          |                    |  |  | Elimar II di Oldenburg |  |  | Elimar I di Oldenburg |  |
|                          |                       | Richenza di Elsdorf      |                    |  |  | Elimar II di Oldenburg |  |  |                       |  |
| Cristiano I di Oldenburg |                       |                          |                    |  |  | Elimar II di Oldenburg |  |  |                       |  |
|                          |                       | Eilika von Werl-Rietberg | Enrico di Rietberg |  |  |                        |  |  |                       |  |
|                          |                       | Eilika von Werl-Rietberg | Enrico di Rietberg |  |  |                        |  |  |                       |  |
|                          |                       | Eilika von Werl-Rietberg | …                  |  |  |                        |  |  |                       |  |
| Maurizio I di Oldenburg  |                       | Eilika von Werl-Rietberg |                    |  |  |                        |  |  |                       |  |
|                          | Burcardo di Versfleth | …                        |                    |  |  |                        |  |  |                       |  |
|                          | Burcardo di Versfleth | …                        |                    |  |  |                        |  |  |                       |  |
|                          | Burcardo di Versfleth | …                        |                    |  |  |                        |  |  |                       |  |
| Cunegonda di Versfleth   | Burcardo di Versfleth |                          |                    |  |  |                        |  |  |                       |  |
|                          |                       | …                        | …                  |  |  |                        |  |  |                       |  |
|                          |                       | …                        | …                  |  |  |                        |  |  |                       |  |
|                          |                       | …                        | …                  |  |  |                        |  |  |                       |  |
|                          |                       | …                        |                    |  |  |                        |  |  |                       |  |